# Hållsjön, Västergötland
Hållsjön är en sjö i Göteborgs kommun i Västergötland och ingår i Göta älvs huvudavrinningsområde. Sjön är 16 meter djup, har en yta på 0,111 kvadratkilometer och är belägen 113 meter över havet. Hållsjön ligger i Vättlefjäll Natura 2000-område.

## Delavrinningsområde
Hållsjön ingår i det delavrinningsområde (642016-128183) som SMHI kallar för Mynnar i Hältorpsån. Medelhöjden är 110 meter över havet och ytan är 2,39 kvadratkilometer. Räknas de 3 avrinningsområdena uppströms in blir den ackumulerade arean 8,01 kvadratkilometer. Vattendraget som avvattnar avrinningsområdet har biflödesordning 3, vilket innebär att vattnet flödar genom totalt 3 vattendrag innan det når havet efter 43 kilometer. Avrinningsområdet består mestadels av skog (87 procent). Avrinningsområdet har 0,11 kvadratkilometer vattenytor vilket ger det en sjöprocent på 4,7 procent.

## Bilder

Hållsjön
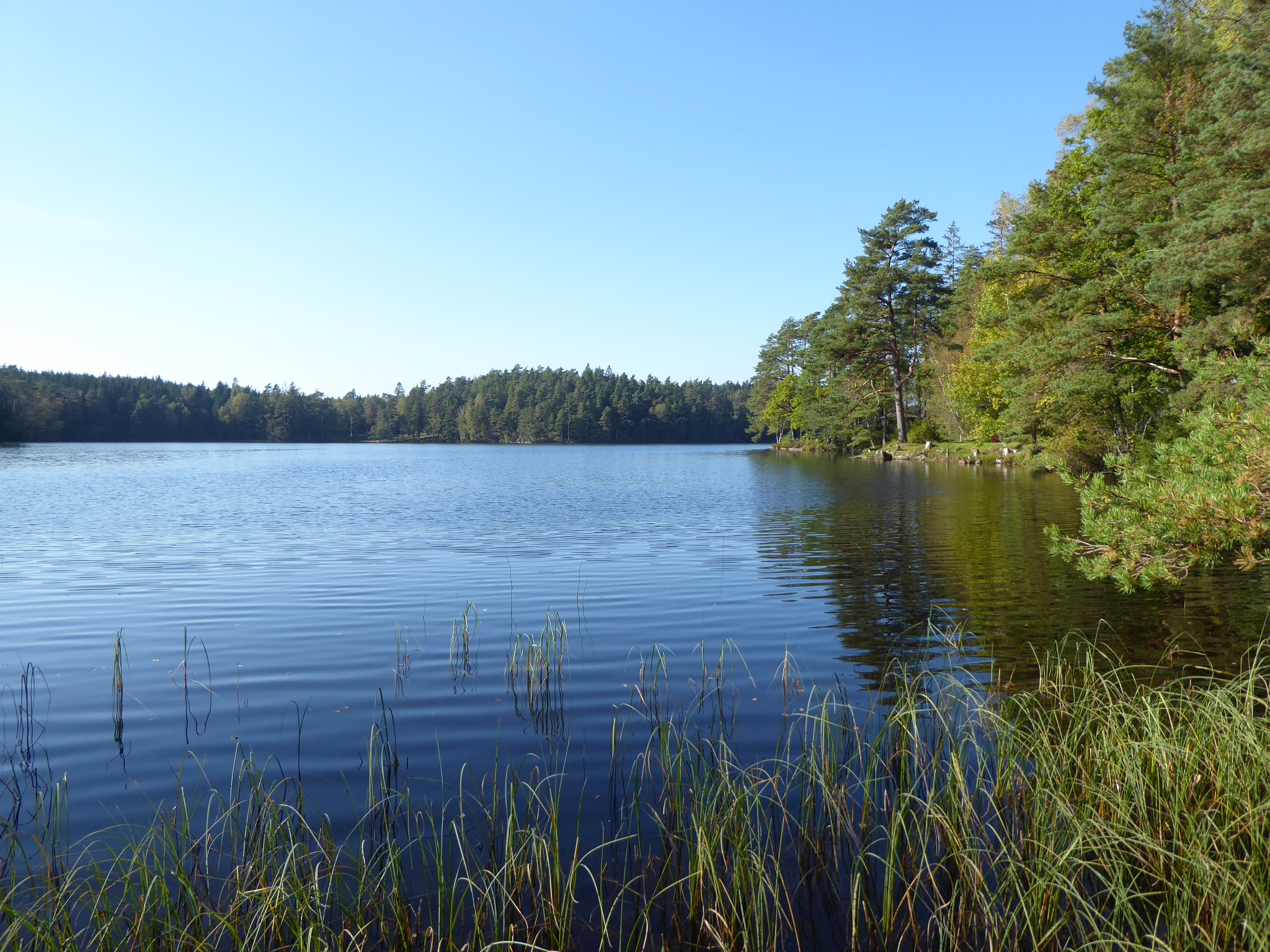
Hållsjön från sydöst
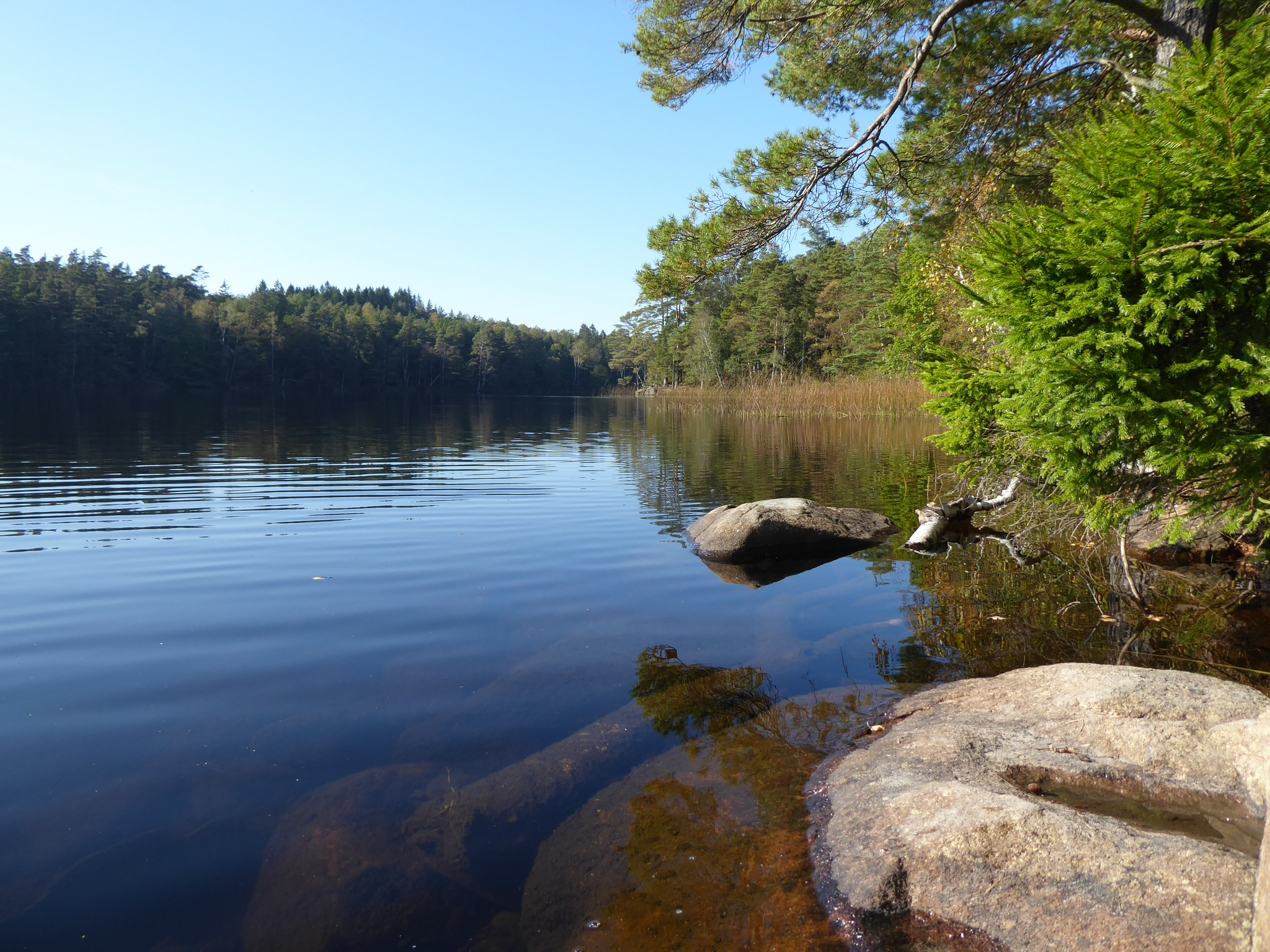
Hållsjön österifrån
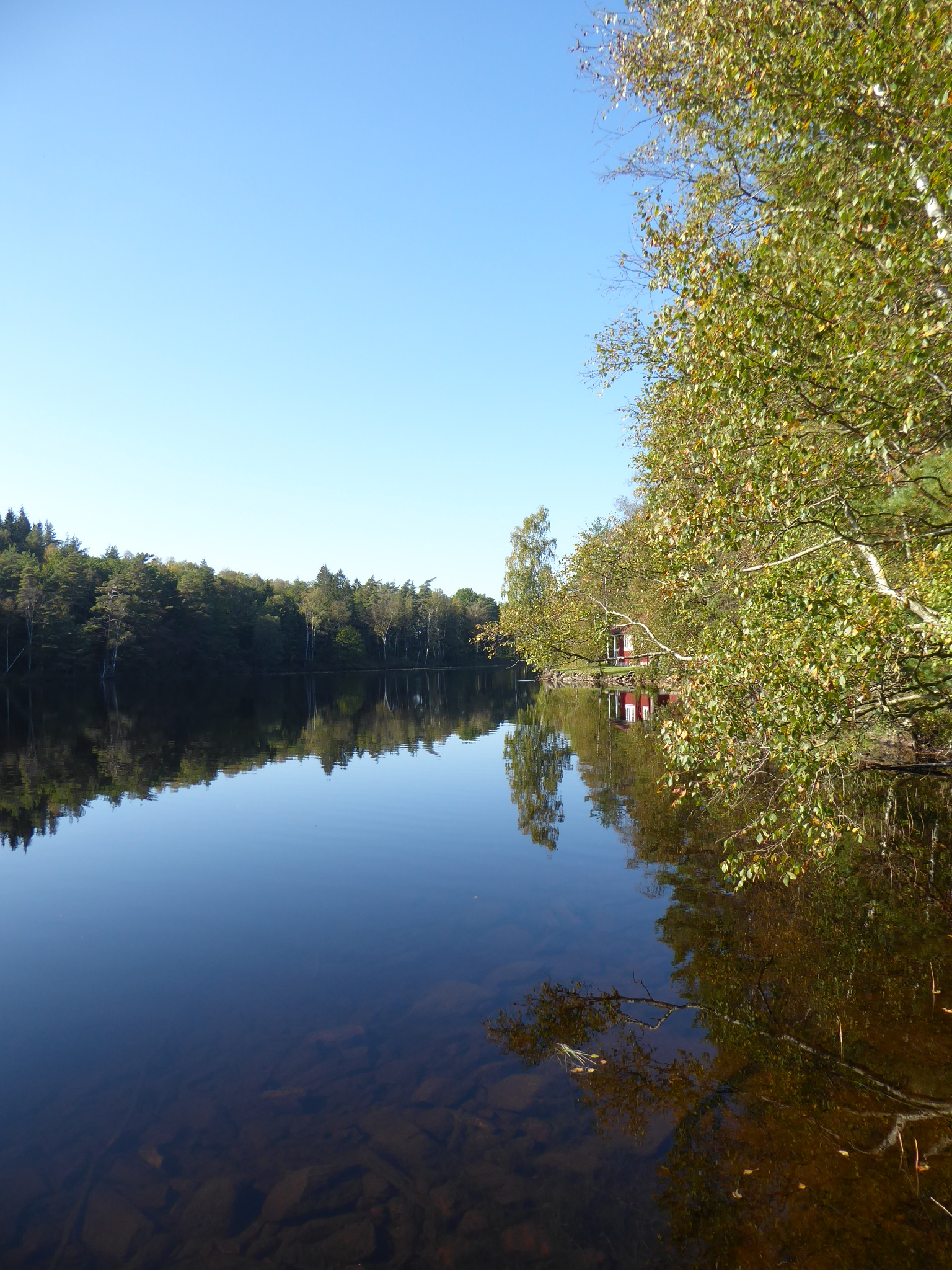
Hållsjön från nordöst